# 2C
2C – nazwa rodziny psychodelicznych substancji psychoaktywnych opartych na strukturze 2C-H, pochodnych fenyloetyloaminy. Fenetylaminy 2C przy pierścieniu benzenowym w pozycjach 2 i 5 mają podstawione grupy metoksylowe. Wszystkie oprócz bazowego 2C-H mają również lipofilowy podstawnik w 4 pozycji, co w przypadku większości substancji z tej grupy skutkuje silniejszym i dłuższym działaniem oraz stabilnością metaboliczną. Większość związków 2C została otrzymana po raz pierwszy przez Alexandra Shulgina w latach 70. i 80. i dokładnie przez niego opisana w książce PiHKAL. To on nazwał odkrytą grupę związków „2C”, co jest akronimem od „2 carbon”, terminu oznaczającego 2 atomy węgla znajdujące się między pierścieniem benzenowym a grupą aminową.

Ogólna struktura cząsteczki związku z rodziny 2C

Struktura chemiczna 2C-T-7

## Znane związki z rodziny 2C
| Nazwa substancji | R3        | R4              | Wzór strukturalny | Struktura trójwymiarowa |
| ---------------- | --------- | --------------- | ----------------- | ----------------------- |
| 2C-B             | –H        | –Br             |                   |                         |
| 2C-C             | –H        | –Cl             |                   |                         |
| 2C-D             | –H        | –CH3            |                   |                         |
| 2C-E             | –H        | –CH2CH3         |                   |                         |
| 2C-F             | –H        | –F              |                   |                         |
| 2C-G             | –CH3      | –CH3            |                   |                         |
| 2C-G-3           | – (CH2)3– | – (CH2)3–       |                   |                         |
| 2C-G-4           | – (CH2)4– | – (CH2)4–       |                   |                         |
| 2C-G-N           | – (CH)4–  | – (CH)4–        |                   |                         |
| 2C-H             | –H        | –H              |                   |                         |
| 2C-I             | –H        | –I              |                   |                         |
| 2C-N             | –H        | –NO2            |                   |                         |
| 2C-O             | –H        | –OCH3           |                   |                         |
| 2C-O-4           | –H        | –OCH(CH3)2      |                   |                         |
| 2C-P             | –H        | –CH2CH2CH3      |                   |                         |
| 2C-SE            | –H        | –SeCH3          |                   |                         |
| 2C-T             | –H        | –SCH3           |                   |                         |
| 2C-T-2           | –H        | –SCH2CH3        |                   |                         |
| 2C-T-4           | –H        | –SCH(CH3)2      |                   |                         |
| 2C-T-7           | –H        | –S(CH2)2CH3     |                   |                         |
| 2C-T-8           | –H        | –SCH2CH(CH2)2   |                   |                         |
| 2C-T-9           | –H        | –SC(CH2)3CH3    |                   |                         |
| 2C-T-13          | –H        | –S(CH2)2OCH3    |                   |                         |
| 2C-T-15          | –H        | –SCH(CH2)2      |                   |                         |
| 2C-T-17          | –H        | –SCH(CH3)CH2CH3 |                   |                         |
| 2C-T-21          | –H        | –S(CH2)2F       |                   |                         |
| 2C-TFM           | –H        | –CF3            |                   |                         |
| 2C-YN            | –H        | –CCH            |                   |                         |